# Rozjetej vlak
Rozjetej vlak è l'album di debutto della cantante ceca Bára Zemanová, pubblicato il 23 aprile 2007 su etichette discografiche Ariola Records e Sony Music Entertainment.

## Tracce
1. No tak vstaň – 3:27
2. Kde jsou? – 3:14
3. Sršně (zgasni vatru!) – 3:02
4. Rozečtená – 4:24
5. Rozjetej vlak – 2:40
6. Víc musíme chtít – 3:04
7. A ty to víš – 3:33
8. Napořád – 5:11
9. Nebezpečnej vrah – 3:04
10. Leť! – 4:08
11. Něco je v nás – 3:49
12. P.S. – 3:10

## Classifiche
| Classifica (2007) | Posizione massima |
| ----------------- | ----------------- |
| Repubblica Ceca   | 25                |